# Joseph Vidal
Joseph Vidal (* 11. März 1866 in Marseille; † 5. April 1936 ebenda) war ein französischer Politiker. Von 1924 bis 1936 war er Abgeordneter der Nationalversammlung.
Vidal, der einer alten provenzalischen Familie entstammte, war zuerst im Weinhandel tätig. Schon gegen Ende des 19. Jahrhunderts war er politisch aktiv und stieg 1902 zum Stellvertreter des Bürgermeisters von Marseille auf, was er bis 1919 blieb. 1911 zog er auch in den Generalrat des Départements Bouches-du-Rhône ein. 1924 wurde er in die Nationalversammlung gewählt und konnte 1928 und 1932 bereits in der ersten Runde mit absoluter Mehrheit wiedergewählt werden. Als Abgeordneter stand er politisch Raymond Poincaré nahe. Ab 1932 war er Sekretär der Nationalversammlung. Vidal starb 1936 wenige Tage vor den Parlamentswahlen.